# Illmatic
Illmatic är rapparen Nas debutalbum, utgivet i april 1994 på Columbia Records. Albumet låg som bäst på 12:e plats på Billboard 200.

## Låtlista
| Nr | Låt                                | Producent(er)   | Samplingar | Inspelad år | Varaktighet |
| -- | ---------------------------------- | --------------- | --- | ----------- | ----------- |
| 1  | "The Genesis"                      |                 | - "Live at the Barbeque" av Main Source - "Subway Theme" av DJ Grand Wizard Theodore - "Train Sequence" av Geoffrey Sumer. | 1993        | 1:45        |
| 2  | "N.Y. State of Mind"               | DJ Premier      | - "N.T." av Kool and the Gang - "Flight Time" av Donald Byrd - "Mind Rain" av Joe Chambers - "Mahogany" av Eric B. & Rakim - "Live at the Barbeque" av Main Source | 1992        | 4:54        |
| 3  | "Life's a Bitch" (feat. AZ)        | L.E.S., Nas     | - "Yearning for Your Love" av The Gap Band - "Black Frost" av Grover Washington, Jr. | 1993        | 3:30        |
| 4  | "The World Is Yours"               | Pete Rock       | - "I Love Music" av Ahmad Jamal - "It's Yours" av T La Rock | 1992        | 4:50        |
| 5  | "Halftime"                         | Large Professor | - "Dead End" från musikalen Hairs officiella soundtrack - "Soul Travelin'" av Gary Byrd - "School Boy Crush" av Average White Band | 1992        | 4:20        |
| 6  | "Memory Lane (Sittin' in da Park)" | DJ Premier      | - "We're in Love" av Reuben Wilson - "Pickin' Boogers" av Biz Markie - "Droppin' Science" av Craig G - "Get Out of My Life, Woman" av Lee Dorsey | 1992        | 4:08        |
| 7  | "One Love"                         | Q-Tip           | - "Smilin' Billy Suite Pt. II" av The Heath Brothers - "Mixed Up Cup" av Clyde McPhatter - "Come in out of the Rain" av Parliament | 1992        | 5:25        |
| 8  | "One Time 4 Your Mind"             | Large Professor | - "Walter L" av Gary Burton | 1992        | 3:18        |
| 9  | "Represent"                        | DJ Premier      | - "The Thief of Baghdad" av Lee Erwin | 1993        | 4:12        |
| 10 | "It Ain't Hard to Tell"            | Large Professor | - "Human Nature" av Michael Jackson - "N.T." av Kool and the Gang - "Long Red" av Mountain - "Why Can't People Be Colors Too?" av Whatnauts - "Slow Dance" av Stanley Clarke - "What Do You Want from Me Woman" av The Blue Jays - "Sorcerer of Isis" av Power of Zeus | 1992        | 3:22        |